# Mont des Cats (Käse)

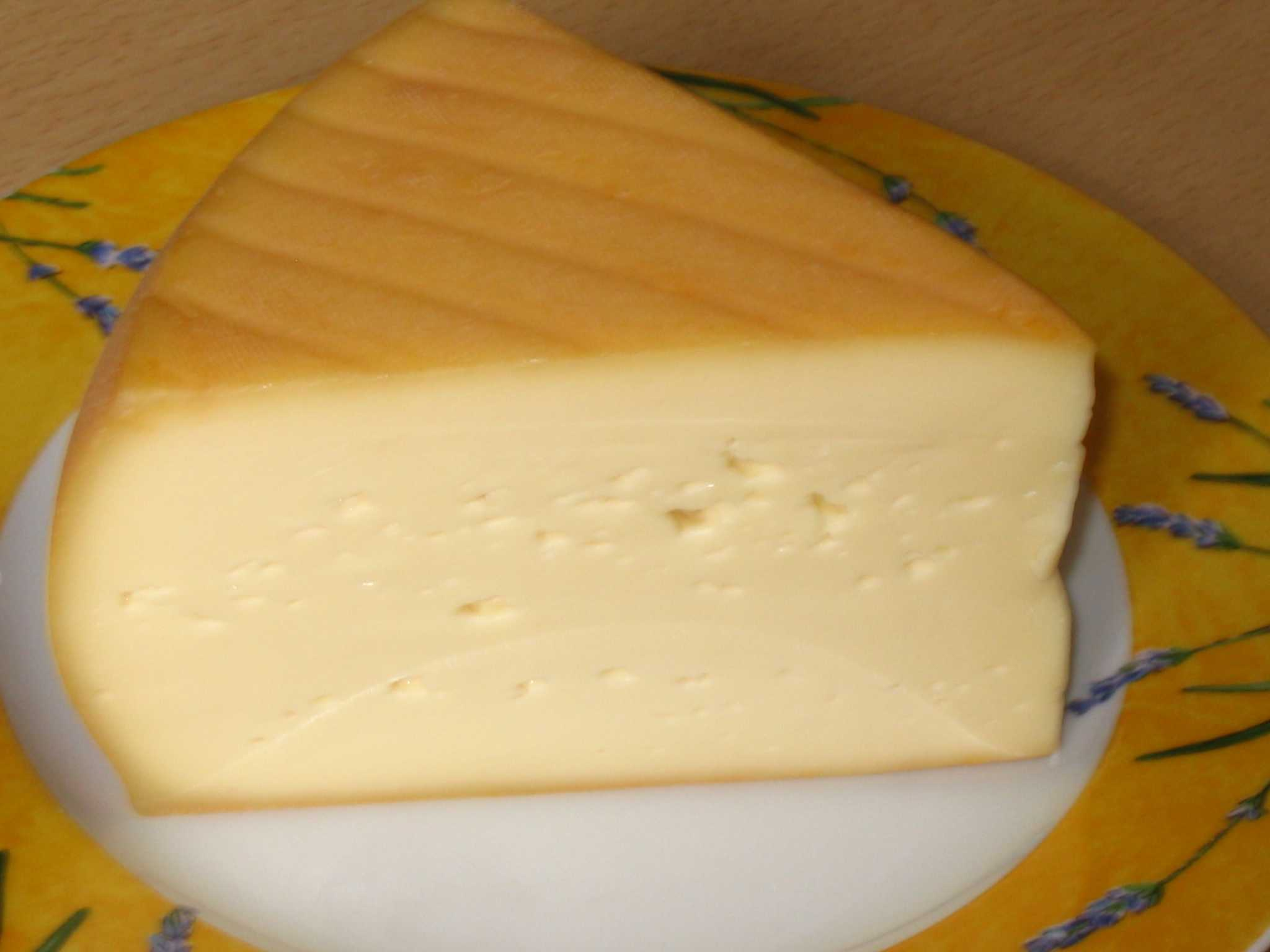
Abbaye du Mont des Cats

Der Mont des Cats ist ein Käse, der im Norden Frankreichs im Département Nord hergestellt wird. Er zählt zu den sogenannten Artisanal-Käsesorten, bei denen der Hersteller den Käse in seiner eigenen Käserei produziert, die Milch aber von nahegelegenen Bauernhöfen hinzugekauft wird.
Ein ausgereifter Laib des Mont des Cats wiegt zwei Kilogramm; der Durchmesser des Käselaibs beträgt 25 Zentimeter bei vier Zentimeter Höhe. Der Fettgehalt in der Trockenmasse beträgt 45 bis 50 Prozent. Zur Reifung wird der Käse mindestens einen Monat gelagert. Er wird in dieser Zeit regelmäßig mit Salzlake gewaschen.
Die ersten Hersteller dieses Käses waren Mönche des Trappisten-Klosters Mont des Cats (flämisch: Abdij op de Katsberg) in der Nähe der nordfranzösischen Gemeinde Godewaersvelde. Der Käse wird seit 1890 hergestellt.